# Strajk frywaldowski

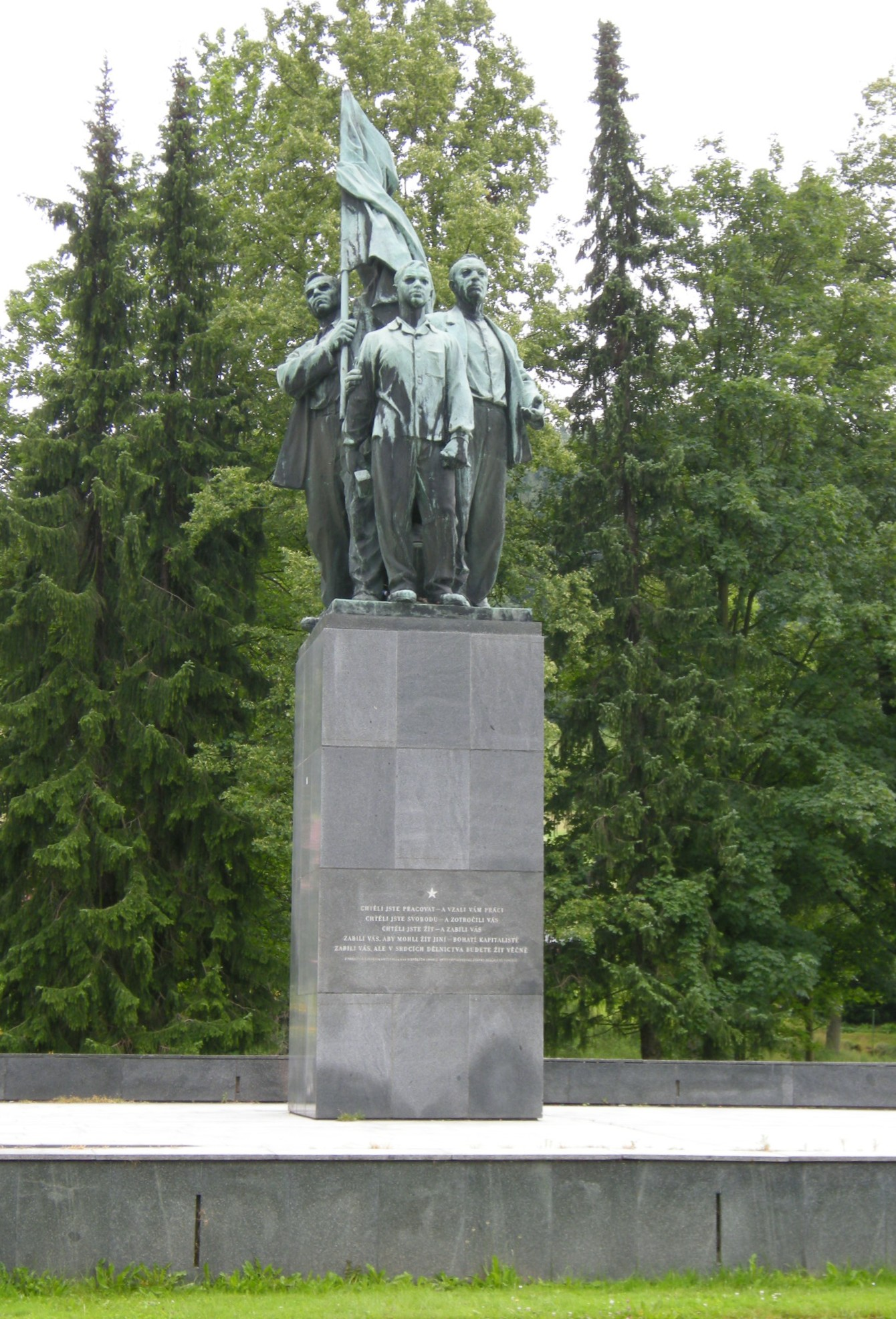
Pomnik w Lipovej-lázniach

Strajk frywaldowski (czes. Frývaldovská stávka) – krwawo stłumiony strajk robotników  kamieniołomów i wapienników w powiecie frývaldovskim (obecnie powiat Jeseník) w Czechosłowacji, 25 listopada 1931 r. 
Rozruchy zakończyły się użyciem broni przez żandarmerię na skrzyżowaniu w miejscowości Dolní Lipová obecnie Lipová-lázně. W wyniku ran postrzałowych 6 uczestników zmarło na miejscu, 2 zmarło w szpitalu, 10 odniosło poważne rany a dziesiątki zostało lekko rannych.

## Tło wydarzeń
Na początku lat 30 XX wieku, wielki światowy kryzys gospodarczy dotarł do Czechosłowacji. Dosięgnął on wielu przedsiębiorców i firm, ale najbardziej uderzył w  ubogich, często bezrobotnych. Wiele przedsiębiorstw w tym okresie zbankrutowało. Skutki kryzysu w regionie jesenickim, były dwukrotnie bardziej odczuwalne niż w innych regionach Czech. W tym czasie nastąpił nagły spadek najniższego wynagrodzenia i wysoki wzrost kosztów utrzymania. Duże bezrobocie, masowe zwolnienia, redukcja płac, w okresie zbliżającej się zimy oraz ludzkie błędy były głównymi przyczynami tragicznych wydarzeń. Sytuacja robotników pogarszała się stopniowo.

### Przebieg wydarzeń
Pierwsze protesty przeciwko redukcji płac i zwolnieniom z kamieniołomów i wapienników nastąpiły 10 listopada 1931 r. Wydarzenia, które miały miejsce w Frýdberku (obecnie Žulová) zaskoczyły żandarmerię i przedsiębiorców, którzy nie spodziewali się wystąpień robotniczych i nie byli przygotowani do zatrzymania protestu. Zakończył się on pomyślnie a strajkujący robotnicy otrzymali zapewnienie, że w ciągu czternastu dni zwolnieni pracownicy zostaną zatrudnieni, płace powrócą do pierwotnego poziomu oraz spełnione zostaną wymagania robotników dotyczące bezpieczeństwa pracy, narzędzi itp. Zrealizowanie wszystkich wymagań strajkujących w czasie kryzysu gospodarczego ze względów ekonomicznych było niemożliwe. Przedsiębiorcy zmniejszyli wynagrodzenia oraz nie dotrzymali przyrzeczonych warunków, gdyż w przeciwnym razie od razu musieliby ogłosić upadłość. 
22 listopada sytuacja  powróciła do punktu wyjścia, a pracownicy postanowili przenieść protest do miasta Frývaldov (obecnie Jesenik). Podczas tego krótkiego okresu, niezmierny wpływ na protest miał związek zawodowy Komunistycznej Partii Czechosłowacji. Z aktywnym kierownictwem związków zawodowych wspieranym przez dwóch posłów i jednego senatora z partii politycznej, przystąpiono do organizacji marszu głodowego do Frývaldova, który powinien wykazać siłę protestujących przed producentami w celu słuszności ich decyzji. 25 listopada o godzinie ósmej rano pracownicy w kamieniołomach i wapiennikach zatrzymali pracę i rozpoczęli zebranie w zakładach pracy. Następnie rozpoczęli marsze, jeden z centrum miejscowości Zighartice (obecnie Vápenná) przez Dolní Lipovą, drugi z kierunku Supíkovic, przez miejscowości Sandhýbl (obecnie Písečná) i Česká Ves. O zbliżających się działaniach żandarmeria została poinformowana. Żandarmeria po raz drugi nie dała się zaskoczyć, wzmocniono straże i ściągnięto posiłki. 24 listopada w mieście było 85 żandarmów każdy z nich otrzymał ostrą amunicję, wieczorem dokonano podziału: w mieście zostało 40 żandarmów do miejscowości Zighartice wysłano 25, a od miejscowości Černá Voda i do Frýdberku po 10 żandarmów. 
Rano 25 listopada żandarmeria była gotowa do interwencji. Rozkaz był jasny: nie wpuścić strajkujących do miasta. Żandarmeria pod dowództwem kpt. Pluskala na kierunku marszu z Supíkovic utworzyła kordon w okolicy miejscowości Sandhýbl, aby zatrzymać demonstrantów, jednak po małych potyczkach demonstranci bokiem obeszli kordon i w okolicy miejscowości Česká Ves grupa około 300 osób scaliła się i kontynuowała marsz do Frývaldova. Żandarmeria autobusem przemieściła się w kierunku miasta i drugi kordon utworzyła przy mości na rzece Bělá. Żandarmeria zatrzymała demonstrantów i oznajmiła, że do miasta może wejść jedynie pięcioosobowa delegacja, a tłum nakłaniała do rozejścia się a pracownicy będący po raz pierwszy dowiedzieli się, że strajki są oficjalnie zakazane. Większość strajkujących polami chciała przedostać się do miasta ale marsz został zatrzymany ponieważ na kierunku marszu miały miejsce ćwiczenia wojskowe lokalnego garnizonu. Kilka osób jednak przedostało się do Frývaldova przez okoliczne lasy. Na kierunku marszu z miejscowości Sandhýbl, żandarmeria pod dowództwem npor. Jirkovského kilkakrotnie na drodze marszu tworzyła kordon i wzywała strajkujących do rozejścia się. W wyniku potyczek kilku żandarmów odniosło rany od kamieni. Gdy npor. Jirkovský złożył raport, postanowił, że ostatnie miejsce, gdzie może zatrzymać pracowników, będzie skrzyżowanie dróg w miejscowości Dolní Lipová. Na skrzyżowaniu w pośpiechu utworzono kordon, ale tłum był już blisko, kordon cofnięto 50 metrów dalej w kierunku Frývaldova a npor. Jirkovsky ponownie wezwał strajkujących do rozejścia się, lecz w wielkim hałasie nikt go nie słyszał. Tłum podążał w kierunku kordonu żandarmerii, o godzinie 10.45 padł pierwszy strzał, a potem dalszych 19. W wyniku ran postrzałowych 6 uczestników zmarło na miejscu, 2 zmarło w szpitalu, 10 odniosło poważne rany a dziesiątki zostało lekko rannych. W uroczystościach pogrzebowych tragicznie zmarłych uczestników strajku uczestniczył Klement Gottwald.

### Miejsca pamięci ofiar
We wsi Vápenná znajduje się grób siedmiu ofiar  frywaldowskiego strajku. W Lipovej-lázniach postawiono w 1961 r. pomnik upamiętniający strajk frywaldowski.